# Сент-Андеоль
Сент-Андеоль (фр. Saint-Andéol) — коммуна во Франции, находится в регионе Рона — Альпы. Департамент коммуны — Изер. Входит в состав кантона Матезин-Триев. Округ коммуны — Гренобль.
Код INSEE коммуны — 38355. Население коммуны на 1999 год составляло 123 человека. Населённый пункт находится на высоте от 792 до 2087 метров над уровнем моря. Муниципалитет расположен на расстоянии около 500 км юго-восточнее Парижа, 105 км юго-восточнее Лиона, 29 км юго-западнее Гренобля. Мэр коммуны — Saulnier Solange, мандат действует на протяжении 2008—2013 гг.
Динамика населения (INSEE):